# Alena Dvořáková
Alena Dvořáková (* 26. dubna 1970, Humpolec) je česká fotografka.

## Životopis
Alena Dvořáková je česká fotografka. V roce 1988 absolvovala Střední zdravotní školu v Brně, v roce 2000 dokončila studium fotografie na FAMU. Působí jako fotografka na volné noze, věnuje se zejména dokumentární a portrétní fotografii.
V roce 1999 obdržela 3. cenu v soutěží Czech Press Photo v kategorii Každodenní život za sérii Kazachstán - Misie (spolu s Viktorem Fischerem). V roce 2000 ve stejné soutěži dostala 3. cenu opět v kategorii Každodenní život za sérii JAR - Misie (opět s Viktorem Fischerem). V roce 2001 pak 1. cena – Zlaté oko za sérii Argentina Chile - Misie (opět s Viktorem Fischerem).